# Stiphrolamyra pleskei
Stiphrolamyra pleskei là một loài ruồi trong họ Asilidae. Stiphrolamyra pleskei được Becker miêu tả năm 1913.